# Округ Лукас (Ајова)
Округ Лукас (енгл. Lucas County) је округ у америчкој савезној држави Ајова.

## Демографија
По попису из 2010. године број становника је 8.898, што је 524 (-5,6%) становника мање 2000. године.
| Група             | 2000.         | 2010.         |
| Белци             | 9.238 (98,0%) | 8.720 (98,0%) |
| Афроамериканци    | 12 (0,1%)     | 17 (0,2%)     |
| Азијати           | 28 (0,3%)     | 15 (0,2%)     |
| Хиспаноамериканци | 82 (0,9%)     | 89 (1,0%)     |
| Укупно            | 9.422         | 8.898         |